# Silent Night, Deadly Night
Silent Night, Deadly Night és una pel·lícula slasher estatunidenca del 1984 dirigida per Charles E. Sellier, Jr., i protagonitzada per Robert Brian Wilson, Lilyan Chauvin, Gilmer McCormick, Toni Nero, Linnea Quigley, Britt Leach i Leo Geter. La història tracta d'un jove anomenat Billy, que pateix un estrès postraumàtic per haver presenciat l'assassinat dels seus pares la Vigília de Nadal per un home disfressat de Pare Noel i la seva posterior educació en un orfenat catòlic abusiu. A l'edat adulta, les vacances de Nadal el porten a una crisi psicològica, i emergeix com un assassí itinerant amb un vestit de Pare Nadal.
La pel·lícula va ser estrenada per Tri-Star Pictures el 9 de novembre de 1984, on va rebre una controvèrsia substancial pel seu material i contingut promocional, que presentava un Santa Claus assassí. A més de rebre crítiques diverses, va ser retirat dels cinemes una setmana després del seu llançament. No obstant això, va ser un èxit durant la seva primera setmana, amb una recaptació de 2,5 milions de dòlars amb un pressupost de 750.000 dòlars. Des del seu llançament, ha desenvolupat un seguici de culte i va generar una sèrie, que consta de quatre seqüeles, amb la quarta i la cinquena entrega sense connexió amb la pel·lícula original, així com un remake solt el 2012. Un altre reinici està en desenvolupament.

## Argument
El 1971, Billy Chapman de 5 anys i la seva família visiten una residència d'avis a Utah on s'allotja el seu avi catatònic. Quan els pares d'en Billy surten de l'habitació, el seu avi es desperta de sobte i li diu a Billy que tingui por a Pare Noel, mentre castiga el dolent.
De tornada a casa, un criminal vestit amb un vestit de Pare Nadal –que acabava de robar una botiga de licors i matar el propietari– intenta robar el cotxe a la família. Mentre el pare de Billy intenta fugir, el criminal el mata a trets i després agredeix sexualment la mare de Billy abans de tallar-li la gola amb una navalla automàtica. Billy fuig i s'amaga, deixant el seu germà petit Ricky al cotxe.
Tres anys més tard, el desembre de 1974, en Billy, de 8 anys, i en Ricky, de 4, celebren el Nadal en un orfenat dirigit per la Mare Superiora, una disciplinària estricta que pega als nens que es comporten malament i consideren que el càstig és una cosa "bona". La germana Margaret, que simpatitza amb els nens, intenta ajudar en Billy però és castigat regularment. Per Nadal, l'orfenat convida un home amb un vestit de Pare Noel a visitar els nens; Billy, obligat a seure a la seva falda per la Mare Superiora, li dona un cop de puny a l'home abans de fugir a la seva habitació horroritzat.
10 anys més tard, a la primavera de 1984, Billy compleix 18 anys, abandona l'orfenat per a una vida normal i aconsegueix una feina en una botiga de joguines local, amb el suport de la germana Margaret. A la botiga, està enamorat de la seva companya de feina Pamela; té pensaments sexuals que sovint són interromputs per visions suaus dels assassinats dels seus pares. La Vigília de Nadal, l'empleat que interpreta al Pare Nadal de la botiga resulta ferit i el cap de Billy, el Sr. Sims, li fa ocupar el seu lloc. Un cop tanca la botiga, el personal fa una festa de Nit de Nadal. Billy, encara amb un vestit de Pare Nadal, intenta passar una bona estona, però continua tenint records dels assassinats dels seus pares, fent-lo sentir deprimit. Veu el seu company de feina Andy fent-s’ho amb la Pamela i entren a la cambra del darrere. Billy camina darrere d'ells i veu l'Andy intentant violar la Pamela. Això desencadena la seva bogeria; penja l'Andy amb una cadena de llums de Nadal i, pronunciant que el càstig és "bo", assassina la Pamela amb un cúter.
A continuació, Billy assassina el senyor Sims i la seva gerent, la senyora Randall. La germana Margaret descobreix la carnisseria i torna a l'orfenat a buscar ajuda. Billy irromp a una casa propera on una parella jove anomenada Denise i Tommy estan fent sexe i una nena anomenada Cindy està dormint; empala a la Denise sobre un conjunt de cornamenta de cérvol i llança Tommy per una finestra. Quan això desperta la Cindy, Billy li pregunta si ha estat simpàtica o entremaliada; diu simpàtica, i ell li dona el cúter que havia fet servir abans. Després d'això, és testimoni d'uns assetjadors agafant dos adolescents i robant-los els trineus, i decapita un dels assetjadors amb la seva destral.
L'endemà al matí, l'orfenat està assegurat amb l'oficial Barnes i el capità Richards i ajudat per la germana Margaret, que sap que Billy ha comès els assassinats. El pastor sord, el pare O'Brien, que anava vestit amb un vestit de Pare Nadal, és disparat per Barnes, que el va confondre amb Billy. Mentre Barnes segueix patrullant la zona, és colpejat al pit per la destral de Billy. Billy s'enfronta a la Mare Superiora, ara en cadira de rodes. Ella es burla de Billy a causa de la seva incredulitat en Santa Claus i just quan es prepara per matar-la, Richards li dispara a l'esquena. Billy es deixa caure a terra, després diu als nens "Ara esteu estalvis, Santa Claus se n'ha anat", abans de morir a causa de les seves ferides. Un Ricky de 14 anys, mirant fredament a la Mare Superiora, pronuncia "Entremaliat".

## Repartiment
- Robert Brian Wilson com a Billy Chapman 18 anys
  - Danny Wagner com a Billy Chapman, de vuit anys
  - Jonathan Best com a Billy Chapman, de cinc anys
- Alex Burton com a Ricky Chapman 14 anys
  - Max Broadhead com a Ricky Chapman, de quatre anys
  - Melissa Best com a infant Ricky Chapman
- Lilyan Chauvin com a Mare Superiora
- Gilmer McCormick com a germana Margaret
- Toni Nero com a Pamela
- Britt Leach com el Sr. Sims
- Nancy Borgenicht com la senyora Helen Randall
- H.E.D. Redford com el capità Richards
- Linnea Quigley com a Denise
- Leo Geter com a Tommy
- Randy Stumpf com a Andy
- Will Hare com a avi Chapman
- Tara Buckman com Ellie Chapman
- Geoff Hansen (acreditat com a Jeff Hansen) com a Jim Chapman
- Charles Dierkop com a "Killer Santa", criminal amb vestit de Santa Claus
- Eric Hart com el Sr. Levitt
- A. Madeline Smith com a germana Ellen
- Amy Stuyvesant com a Cindy
- Don Shanks com el Pare Noel pujant per la finestra
- Max Robinson com a oficial Barnes
- Vinc Massa com a Doug
- John Michael Alvarez com a Jim
- John Bishop com a Bob
- Richard C. Terry com a Mac
- Oscar Rowland com el Dr Conway
- Richard D. Clark com a oficial Miller
- Tip Boxell com a oficial Murphy
- Spencer Ashby com el Pare Noel a l'orfenat (Father O'Brien)
- Judith Roberts com a mare superiora (sense acreditar)

## Producció
El concepte de la pel·lícula va ser presentat pel productor executiu Scott J. Schiend, que en aquell moment va acceptar idees de guió en les presentacions del públic. Un d'ells era un conte titulat He Sees You When You're Sleeping escrit per un estudiant de la Universitat Harvard anomenat Paul Caimi. La història tractava d'un Pare Noel assassí i Schiend va quedar impressionat amb el concepte tot i que no li agradaven les pel·lícules slasher. Aleshores es va posar en contacte amb l'escriptor Michael Hickey i li va demanar que escrivís un guió basat en la història curta en què estava d'acord. Després, Hickey va enviar el guió a Tri-Star Pictures que es va mostrar satisfet i va acceptar finançar i distribuir la pel·lícula.
El títol de treball de la pel·lícula durant la producció va ser Slayride i havia de ser produït per Slayride Productions Inc. El productor Ira Richard Barmak va ser reclutat per Tri-Star per produir la pel·lícula. Els productors executius, Scott J. Schiend i Dennis Whitehead esperaven contractar un director nou i jove que seria el "proper John Carpenter" i consideraven Sam Raimi, Albert Magnoli i Ken Kwapis pel càrrec. Tri-Star va expressar interessos en el productor de televisió Charles E. Sellier Jr. que era conegut per produir la pel·lícula i sèries de televisió Life and Times of Grizzly Adams. Schiend i Whitehead no estaven d'acord en creure que un productor veterà no donaria a la pel·lícula un bon aspecte i reputació; tanmateix, Tri-Star va insistir i finalment va contractar a Sellier pel càrrec.
La fotografia principal va durar de març a abril de 1983 i es va rodar a Heber City i Midway (Utah). En aquell moment, la major part de la neu començava a fondre's, de manera que l'equip de producció va córrer per disparar primer tots els plans exteriors. Durant el rodatge es van utilitzar nombrosos edificis per a les escenes interiors. L'edifici de l'orfenat era una escola abandonada que va ser renovada per la tripulació durant la producció. Llavors es va enderrocar poc després de concloure el rodatge. L'edifici Ira's Toys era un edifici buit que va ser llogat per la tripulació. A partir del 2022, encara està en peu i actualment és un gimnàs. Durant el rodatge, el director Charles E. Sellier Jr. es va sentir massa incòmode amb el rodatge de les seqüències de l'assassinat i això va provocar que l'editor Michael Spence va ser el director substitut d'aquestes escenes.
El repartiment de la pel·lícula estava format principalment per actors locals de l'estat d'Utah. L'estrella principal Robert Brian Wilson (Billy als 18 anys) vivia en aquell moment a Salt Lake City i no tenia experiència d'actuació. Va fer una audició pel seu paper com a petició de la seva xicota. No hi havia actors importants i coneguts a la pel·lícula i molts tenien experiència només en papers d'actuació televisiva.
Durant la postproducció, TriStar havia decidit canviar el títol Slayride de la pel·lícula per Silent Night, Deadly Night. El compositor musical Perry Botkin va ser contractat per compondre la partitura musical; ho va fer mirant una còpia betamax de la pel·lícula mentre componia la partitura mentre tocava. Després, TriStar va contractar el dissenyador gràfic Burt Kleeger per crear l'infame cartell d'estrena teatral que representava el Pare Noel baixant per una xemeneia mentre sostenia una destral de doble bit que també incloïa el lema de la pel·lícula: "Has superat Halloween, ara intenta sobreviure al Nadal" juntament amb "Ell sap quan has estat entremaliat".
Com que el concepte de la pel·lícula es va fer abans a la pel·lícula de terror de 1980 Christmas Evil, així com al primer segment de la pel·lícula d'antologia de terror de 1972, Tales from the Crypt, els productors i TriStar no estaven preocupats perquè el tema de Santa Claus assassí fos polèmic. No obstant això, hi havia preocupació que el retrat de l'Església Catòlica a la pel·lícula seria. A causa d'això, TriStar va acceptar distribuir la pel·lícula en una estrena limitada al mig-oest dels Estats Units, majoritàriament protestant, abans d'avançar amb l'estrena al nord-est dels Estats Units, predominantment catòlic. TriStar va fixar la data d'estrena de la pel·lícula al 9 de novembre de 1984, al voltant de l'inici de la temporada de Nadal. Robert Brian Wilson va expressar la seva insatisfacció amb aquesta decisió, creient que la pel·lícula s'hauria d'haver estrenat al voltant de Halloween per evitar menys controvèrsia.

## Estrena
La pel·lícula va ser estrenada en cinemes per Tri-Star Pictures el 9 de novembre de 1984, obertura a 398 cinemes a l'Oest Mitjà dels Estats Units. El cap de setmana d'estrena, la pel·lícula va acabar vuitena, amb una recaptació de 1.432.800 dòlars. Va superar el slasher emblemàtic de Wes Craven Malson a Elm Street, que es va estrenar el mateix dia (tot i que en 235 sales menys). Abans de ser retirada dels cinemes, va recaptar més de 2,4 milions de dòlars en els seus primers 10 dies de llançament.
El novembre de 2013, es va anunciar que Fangoria, en associació amb Brainstorm Media i Screenvision, tornaria a estrenar la pel·lícula als cinemes dels Estats Units durant tot el desembre de 2013.

### Controvèrsia i censura
Silent Night, Deadly Night a ser una de les pel·lícules més controvertides de la dècada de 1980 a causa de la seva campanya publicitària, especialment els seus cartells i espots de televisió, que va posar un èmfasi important en que l'assassí es vestís de Pare Noel. L'Associació de pares i mestres va lluitar perquè aquesta pel·lícula retirés dels cinemes pel seu tema i pel fet que es va projectar al voltant de Nadal, encara que una pel·lícula anterior amb una premissa similar, Christmas Evil, havia passat desapercebuda. Els anuncis de televisió, que es van emetre entre episodis de sèries familiars com ara Little House on the Prairie, van fer que els pares es queixessin que els seus fills estaven aterrits de Santa Claus. Grans multituds (majoritàriament famílies enfadades) es van formar als teatres i centres comercials de tot el país per protestar contra la pel·lícula; a l'estrena de la pel·lícula a la costa est a l'Interboro Quad Theatre de The Bronx a Nova York, els manifestants van fer piquets al teatre i van cantar nadales en protesta.
"La majoria de protestes es van generar per la sensació que la representació d'un assassí amb un vestit de Pare Nsfl traumatitzaria els nens i soscava la seva confiança tradicional en Santa Claus."
En resposta, TriStar Pictures, el distribuïdor original de la pel·lícula, va retirar tots els anuncis de la pel·lícula sis dies després de la seva estrena el 15 de novembre de 1984. La pel·lícula també va ser retirada poc després, a causa de la polèmica. En resposta a la protesta pública, la productora Ira Barmak va dir a la revista People: "La gent s'ha ofès perquè s’utilitza al Pare Nadal en un context de por... Santa Claus no és una figura religiosa, és un personatge mític. No em va danyar deliberadament aquesta sensibilitat i no vaig anticipar en l'objecció a ella." Un editorial publicat a Variety deia: "La majoria de protestes es van generar per la sensació que la representació d'un un assassí amb un vestit de Pare Nadal traumatitzaria els nens i soscava la seva confiança tradicional en el Pare Nadal." 
La pel·lícula havia de ser reestrenada per un distribuïdor independent, Aquarius Films, el maig de 1985, amb una campanya publicitària que substituïa el tràiler temàtic original "Va ser la nit abans de Nadal" per un de nou centrat en la controvèrsia al voltant de la pel·lícula i va editar tots els primers plans de Billy, amb el vestit de Pare Nadal, amb armes. El material publicitari imprès també va substituir la imatge original de la "Xemeneia" per una que parlava de la controvèrsia. Tanmateix, la pel·lícula només va tenir més proves de compromís.
Al Regne Unit, la pel·lícula mai es va presentar per a la certificació a la BBFC, i a la seva seqüela se li va negar un certificat de vídeo l'any 1987 després que els distribuïdors es neguessin a fer les retallades requerides per a un certificat '18'. Tanmateix, el 2009, Arrow Films va presentar la pel·lícula al BBFC per a la seva classificació, que va aprovar la pel·lícula sense tallar amb un certificat 18. El DVD al Regne Unit fou estrenada el 23 de novembre de 2009.

### Resposta crítica
Al lloc web de l'agregador de ressenyes Rotten Tomatoes, Silent Night, Deadly Night té una puntuació d'aprovació del 44% basada en 25 ressenyes, amb una puntuació mitjana de 4,9/10. Metacritic, que utilitza una mitjana ponderada, va assignar a la pel·lícula una puntuació de 31 sobre 100, basada en cinc crítics, indicant "crítiques generalment desfavorables
Siskel and Ebert van condemnar la pel·lícula i Siskel va arribar a llegir els noms de l'equip de producció de la pel·lícula en antena, dient-los: "Avergonyiu-vos". Gene Siskel també va dir que tots els diners que els cineastes estaven guanyant amb aquesta pel·lícula eren diners de sang.
Leonard Maltin també va denunciar la pel·lícula, titllant-la de "... pel·lícula splatter sense valor", citant-la com una "BOMBA" i preguntant: "Què passa després, el Conillet de Pasqua com a abusador de menors?" Una ressenya a Variety argumentava que qualsevol argument que estigués fent la pel·lícula sobre el comercialisme del Nadal eren eclipsat per la violència gràfica, que el revisor va veure desagradable. Michael Wilmington va escriure a Los Angeles Times: "[és] segur predir que Silent Night, Deadly Night... començarà a fer les llistes de la 'Pitjor pel·lícula de tots els temps' gairebé immediatament." 
Un avís positiu va arribar de Kirk Ellis de The Hollywood Reporter, que va felicitar la "competència laboral" del director Sellier i va elogiar la fotografia i l'actuació de Gilmer McCormack com a germana Margaret.

### Mitjans domèstics
RCA/Columbia Pictures Home Video inicialment va preveure llançar-lo als mitjans domèstics a principis de 1985, però el llançament als mitjans domèstics va ser cancel·lat. Aleshores, la pel·lícula es va estrenar originalment en VHS i Beta el maig de 1986 a través de USA Home Video. La pel·lícula es va estrenar a Laserdisc el 1987 i va ser reeditat en VHS per International Video Entertainment el 1987 i 1988. El 1992, la pel·lícula va ser estrenada per última vegada en VHS per Avid Home Entertainment.
La pel·lícula es va estrenar com a disc de doble sessió juntament amb la seqüela Silent Night, Deadly Night Part 2 el 2003. La segona estrena es va produir el 2007. Els dos primers DVD Regió 1 estan actualment exhaurits.
La pel·lícula es va estrenar en DVD al Regne Unit el 2009 per Arrow Video; aquest conjunt inclou una entrevista d'àudio amb el director Charles E. Sellier Jr., pòster, llibret que inclou "Deadly Director: Charles Sellier Interviewed by Calum Waddell" i "Silent Night, Sex Night: The Slice and Times of Linnea Quigley".
El 4 de desembre de 2012, la pel·lícula es va estrenar de nou juntament amb Part 2 com a "Christmas Survival Double Feature" de dos discs, que contenia les mateixes característiques addicionals d'arxiu que la publicació de 2003.
El 16 de setembre de 2014, Anchor Bay/Starz Entertainment l'han llançat en Blu-ray. No es van incloure novetats especials, a excepció d'alguns comentaris nous, en els quals cap dels actors va participar. El Blu-ray conté exactament el mateix llançament que les edicions anteriors de DVD amb les escenes ampliades editades de nou a la pel·lícula amb canvis notables en la qualitat de la imatge. Encara no hi ha cap llançament de la impressió completa i sense tallar d'una sola font.
El 5 de desembre de 2017, Shout! Factory, sota el seu segell Scream Factory, va llançar la pel·lícula en una edició de col·leccionista de dos discs en Blu-ray i DVD. Conté la pel·lícula remasteritzada en una resolució 4K a partir del negatiu original procedent del tall cinematogràfic amb classificació R original, mentre que la versió sense classificació utilitzava insercions SD. També contenia novetats especials com una entrevista i comentaris d'àudio dels actors Robert Brian Wilson i Linnea Quigley, els coproductors executius Scott J. Schneid i Dennis Whitehead, l'escriptor Michael Hickey, el compositor musical Perry Botkin i l'editor Michael Spence. També contenia un nou documental sobre la realització de la pel·lícula titulat Slay Bells Ring: The Story of Silent Night, Deadly Night que incloïa entrevistes del repartiment i de l'equip. El tràiler cinematogràfic original, els espots de ràdio i televisió hi són inclosos. També contenia les característiques especials originals dels llançaments de DVD de 2003 i 2012 i Blu-ray de 2014.
Scream Factory també va llançar una oferta de luxe d'edició limitada que incloïa el conjunt d'edició de col·leccionista juntament amb un pòster de mida 18 x 24 de la nova obra d'art de la pel·lícula, així com una figura de 8" d'alçada de Billy amb el seu vestit de Pare Noel sostenint la seva destral de doble bit. Aquesta oferta estava limitada a 2.000 comandes i les comandes anticipades van començar el 7 de setembre de 2017.

## Seqüeles i remakes
A causa del menor èxit de la pel·lícula, es van produir quatre seqüeles. Els dos primers, Silent Night, Deadly Night Part 2 i Silent Night, Deadly Night 3: Better Watch Out!, se centren en que el germà petit de Billy, Ricky, es converteix al seu torn en un assassí en sèrie. Tanmateix, Silent Night, Deadly Night 4: Initiation i Silent Night, Deadly Night 5: The Toy Maker no tenen cap connexió amb els personatges de les pel·lícules anteriors, amb cadascuna d'elles centrades en una història de terror diferent de temàtica nadalenca.
El 4 de desembre de 2012 es va estrenar un remake solt de la pel·lícula, titulat Silent Night, protagonitzat per Jaime King i Malcolm McDowell.
El 2 de març de 2021, es va anunciar un altre remake quan Orwo Studios i Black Hanger Studios van adquirir els drets de la pel·lícula original.

## Obres citades
- Muir, John Kenneth. Horror Films of the 1980s. 1.  McFarland, 2012. ISBN 978-0-786-47298-7.
- Rockoff, Adam. Going to Pieces: The Rise and Fall of the Slasher Film, 1978-1986.  McFarland, 2011. ISBN 978-0-78646-932-1.